# DJ Ашба
Дарен Джей Ашба (Daren Jay Ashba, нар. 10 листопада 1972) — американський музикант, гітарист, автор пісень, продюсер і графічний дизайнер. Зараз він є головним гітаристом у Sixx:AM. Він також відомий своєю роботою з хард-рок-групами BulletBoys, Beautiful Creatures та Guns N'Roses. Він працював з різними виконавцями, зокрема з Mötley Crüe, Drowning Pool, Меріон Райвен, Aimee Allen та Нілом Даймондом. Він є генеральним директором Ashba Media.

## Біографія

### Раннє життя
Ашба народився в Монтічелло, штат Індіана. Він виріс у Фейрбері, штат Іллінойс. Його мати була класично освіченою піаністкою, яка почала навчати його музиці ще в дитинстві. У п'ятирічному віці Ашба взяв участь у своєму першому фортепіанному концерті, де зіграв "Оду до радості" Бетховена. Наступною його амбіцією було навчитися грати на барабанах. Він збирав установки зі сміттєвих баків, каструль і сковорідок, поки у віці шести років не придбав справжню установку. Коли йому було вісім років, він влаштувався на роботу збирати кукурудзу на полях, щоб заробити достатньо грошей, щоб купити свою першу гітару з каталогу "Сірс". Він їздив на роботу в кукурудзяні поля в автобусі з гітаристом з місцевої групи, який щодня вчив його новому акорду на ладах, вирізаних кишеньковим ножем на спинці сидіння автобуса. На його 16-й день народження батько взяв його на перший концерт: тур "Girls, Girls, Girls" гурту Mötley Crüe. Пізніше він сказав: "Натовп, музика, світло! Це був вечір, коли я зрозумів, що чого б це не коштувало, одного дня я буду на цій сцені". У 18 років він зібрав речі та переїхав до Голлівуду, щоб розпочати кар’єру.

### Соло, BulletBoys (1991–1999)
Згодом приєднався до гурту "Барракуда" і гастролював з ним протягом двох років. У 1996 році випустив свій дебютний інструментальний альбом "Addiction to the Friction" У 1998 році Ашба приєднався до BulletBoys у новому складі гурту. Саме під час роботи в групі він познайомився з Джо Лесте з Банг Танго. У 1999 році він покинув групу, щоб створити нову групу з Лесте, сформувавши групу, яка перетворилася на Beautiful Creatures.

### Гастролі з гуртомBeautiful Creatures(2000–2002)
Знайшовши колишнього басиста Shake the Faith і No. 9 Кенні Квінса, Ашба і Лесте найняли сесійного барабанщика Ентоні Фокса, який став другим гітаристом групи, а Глен Собел, ще один сесійний барабанщик, взявся за барабани. Це був перший склад під псевдонімом "Beautiful Creatures". До того, як група отримала назву, вона відіграла один концерт у Х'юстоні, штат Техас, на розігріві у Kiss під час їх прощального туру після виходу Теда Ньюджента з гурту. Потім група підписала контракт з Warner Bros. і 14 серпня 2001 року випустила свій дебютний альбом "Beautiful Creatures", продюсером якого виступив Шон Бівен (Sean Beavan), колишній соратник Marilyn Manson.. Трек альбому «1 A.M.» був представлений у саундтреку до фільму жахів 2001 року «Валентин» і телесеріалу «Таємниці Смолвіля». Пісня «Ride» була включена в саундтрек до ремейку Rollerball 2002 року. Незважаючи на виступ на Ozzfest в рамках Rolling Rock Tour, гурт був виключений з лейблу через погані продажі альбому. 13 лютого 2002 року гурт оголосив, що Ашба покинув гурт, гурт знайшов йому заміну і продовжив свою діяльність.

### Соло (2003–2006)

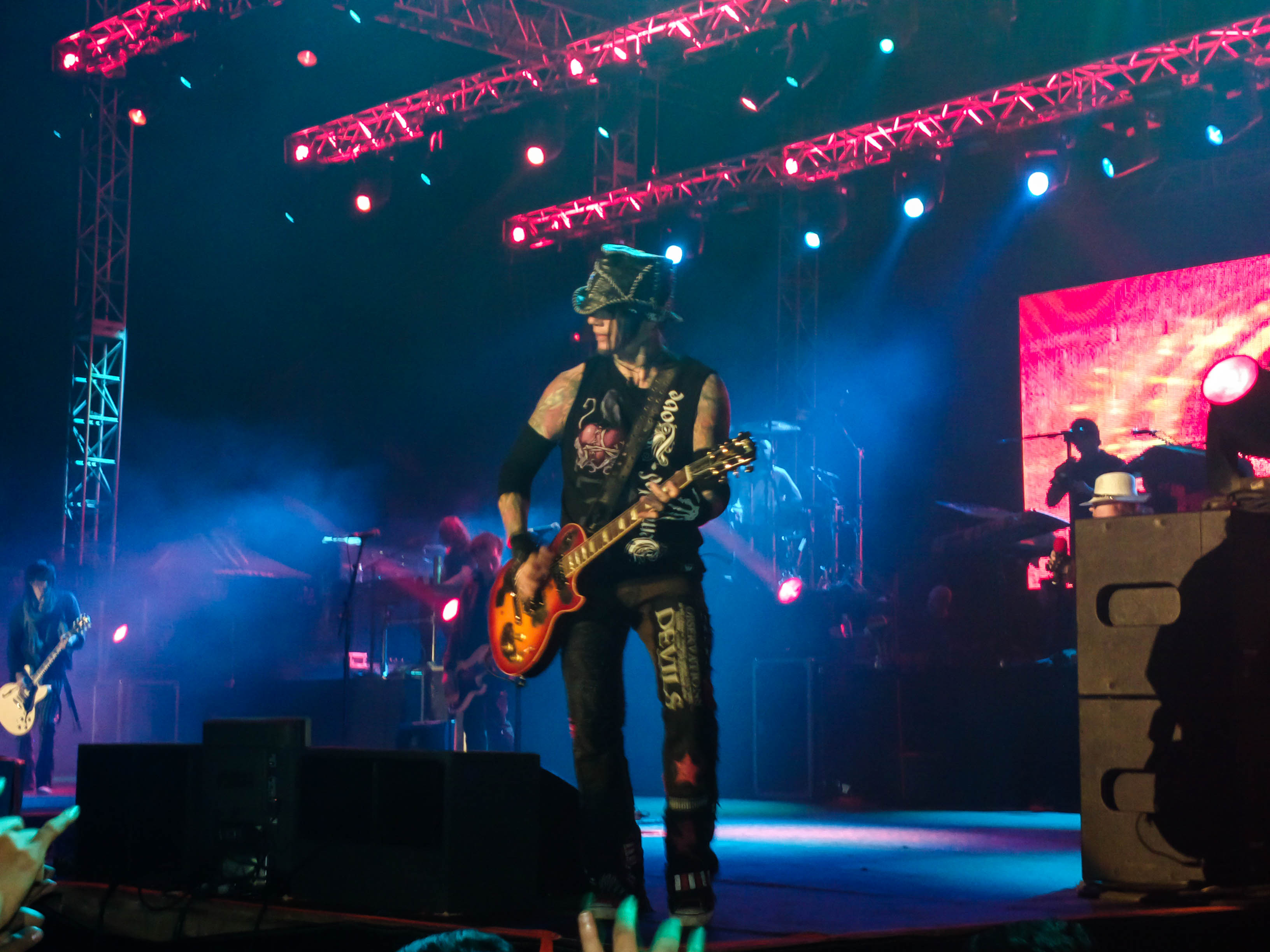
Ашба з Guns N' Roses під час концерту в Бангалорі

Після відходу з Beautiful Creatures він створив ще одну сольну групу, ASHBA, разом з Боунсом Еліасом, басистом Джоном Янгером і колишнім гітаристом Tuff Майклом Томасом, який замінив Ашбу в "Beautiful Creatures" до того, як покинув групу в 2003 році. Також у 2003 році Ашба був запрошений до групи "Brides of Destruction" разом з Ніккі Сікс і Трейсі Ганс, але відмовився, щоб зосередитися на своєму сольному проекті. У 2005 році виникла невелика суперечка, коли з'явилася інформація про те, що ні Томмі Лі, ні Мік Марс не грали на нових треках компіляції Mötley Crüe "Red, White & Crüe"; їх обов'язки, нібито, виконували барабанщик "Vandals" - Джош Фріз і Ашба, а Мік був замінений на Ашбу під час їхнього, так званого, туру возз'єднання. Ашба спростував ці чутки:
Просто хочу розставити всі крапки над "і". Як би я не хотів грати в турі з Mötley, це просто неправда... це чутки. Я буду в студії і гратиму концерти з ASHBA. Я з усією повагою ставлюся до Mötley Crüe і не можу дочекатися, коли побачу, як Мік, як завжди, надеруть їм дупу.

### Участь у Sixx:A.M. та Guns N' Roses (2007–2016)

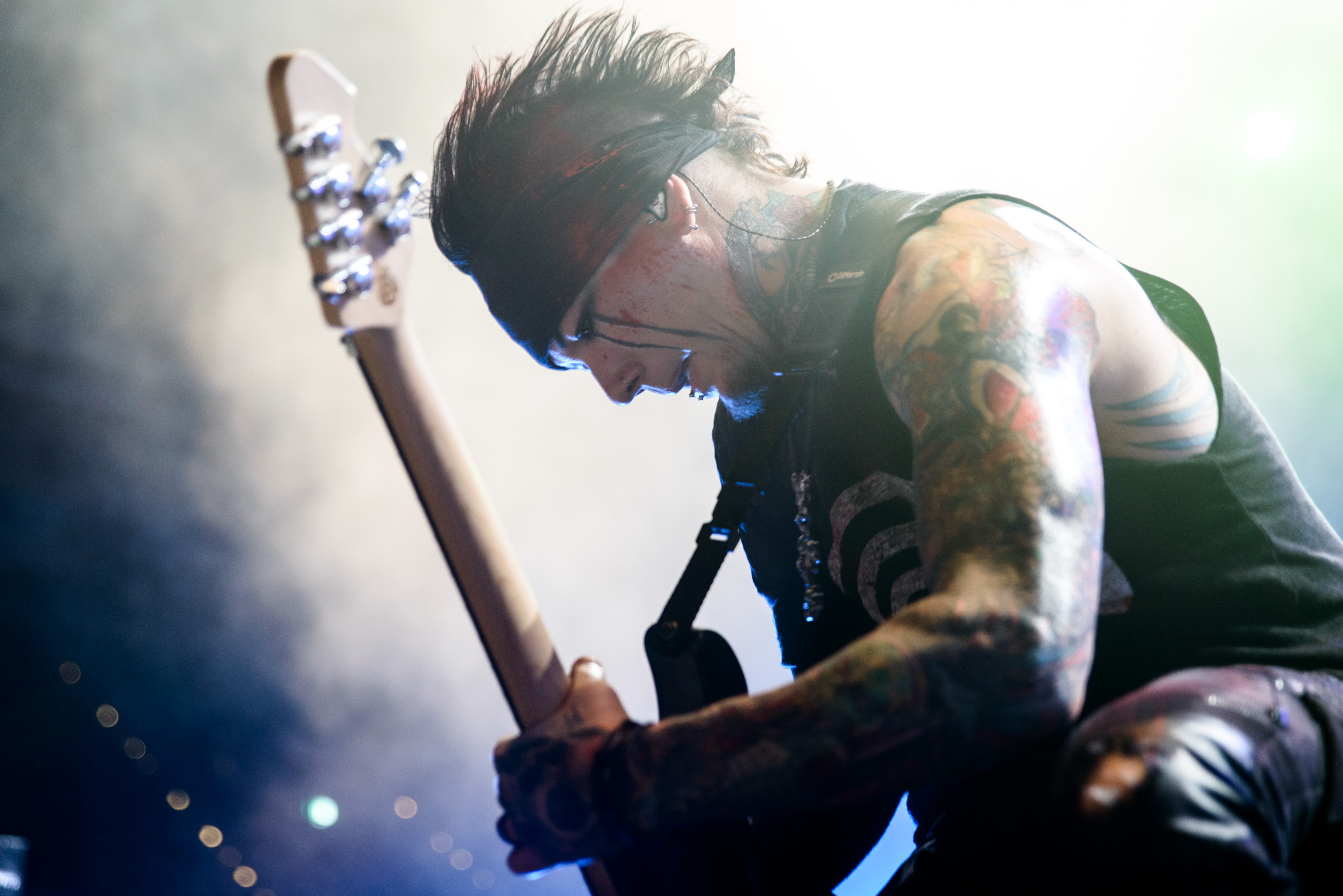
Ашба грає з Sixx:A.M. у 2016 році

У 2006 році Ашба створив "Funny Farms Studios" разом з Ніккі Сікс. Вони почали писати, продюсувати та виконувати музику разом, що включало співпрацю зі співачкою Меріон Рейвен, з якою Сікс працював раніше, над її EP Heads Will Roll та альбомом Set Me Free, де  Джеймса Майкла також бере участь в альбомах. У березні 2007 року Сікс написав пісню "Reason I'm Alive" для нового альбому Drowning Pool "Full Circle", де саме Сікс і Ашба виступили співпродюсерами треку.
У серпні 2007 року Ашба випустив альбом "The Heroin Diaries Soundtrack", який отримав визнання критиків після співпраці з басистом Mötley Crüe Ніккі Сіксом і продюсером Джеймсом Майклом під назвою Sixx:A.M., який став саундтреком до автобіографії Сікса "Щоденники героїну: Рік з життя розбитої рок-зірки.
Сингл "Life is Beautiful" досяг #2 в Billboard Hot Mainstream Rock Tracks.
Спочатку група заявляла, що не має наміру вирушати в турне, але 15 квітня 2008 року Sixx:A.M. оголосили про свій тур у рамках фестивалю Crüe Fest. Mötley Crüe разом із Buckcherry, Papa Roach і Trapt. Тур розпочався 1 липня 2008 року в Вест-Палм-Біч, Флорида.
Під час Crüe Fest барабанщик Papa Roach Тоні Палермо був гастролюючим барабанщиком гурту. Делюкс-турне видання "The Heroin Diaries Soundtrack" було випущено 25 листопада 2008 року, яке включало бонусний концертний EP під назвою "Live Is Beautiful", що містить записані виступи з літнього туру гурту. У квітні 2009 року Джеймс Майкл і Ніккі Сікс підтвердили, що група знаходиться в студії, записуючи новий матеріал. Сікс додала, що новий матеріал "надихає. Таке відчуття, що ми, можливо, перевершили себе на цьому альбомі, і не можу дочекатися, коли ви почуєте, як він звучить".

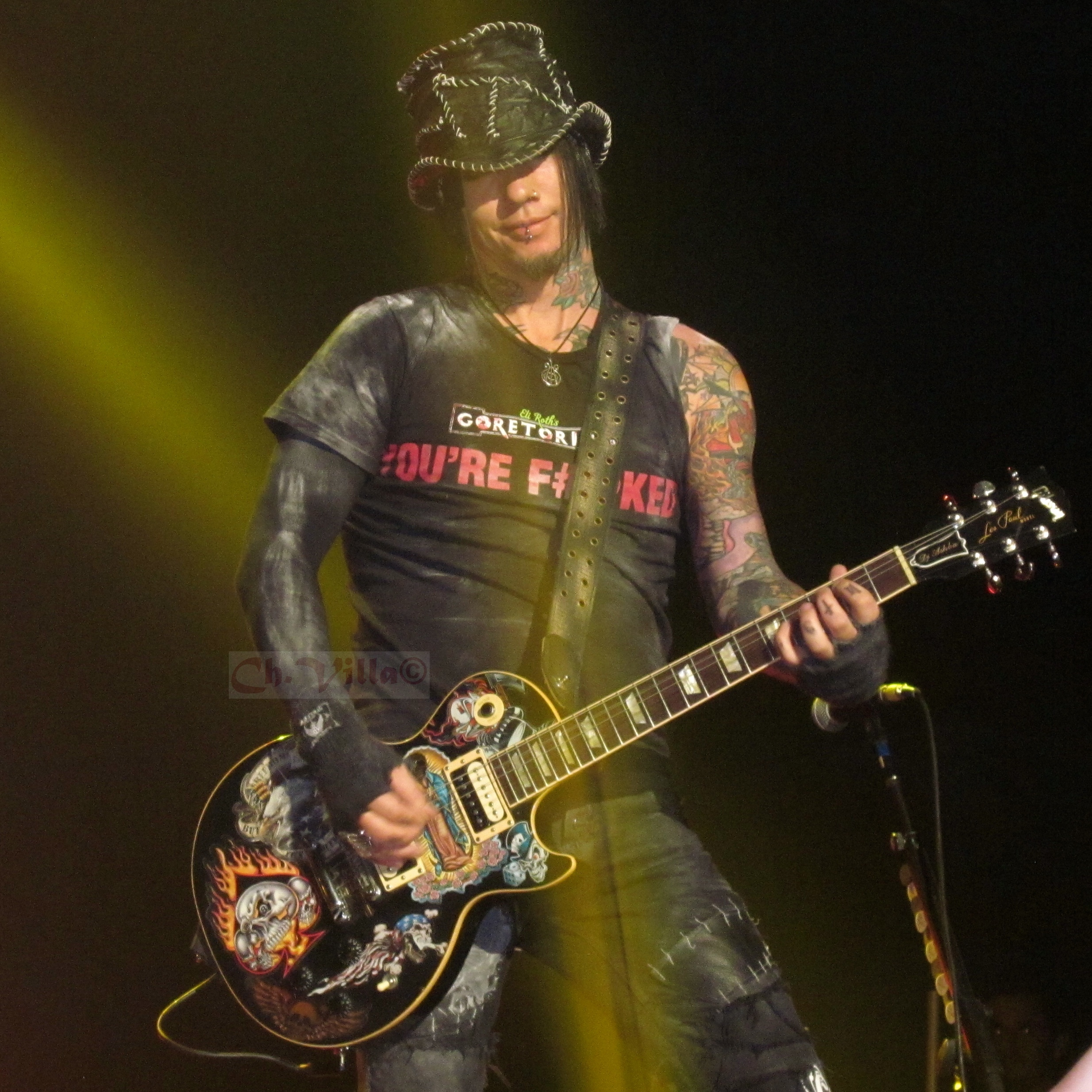
Ашба виступає з Guns N' Roses у 2013 році

23 березня 2009 року Ашба був оголошений новим лід-гітаристом Guns N' Roses замість Робіна Фінка, який покинув гурт, щоб приєднатися до гурту "Nine Inch Nails". Вперше він гастролював з групою в рамках туру "Chinese Democracy Tour", де 11 грудня 2009 року Guns N' Roses зіграли на Тайвані, і продовжував співпрацювати з групою протягом наступних п'яти років.
3 травня 2011 року вийшов альбом Sixx:A.M. "This Is Gonna Hurt", у 2014 році - "Modern Vintage", а навесні 2015-го выдбувся перший хедлайнерський тур разом з групою.
Після багатьох років роботи в Sixx:A.M. і Guns N' Roses, Ашба лише раз з'явився на відеорелізі "Appetite for Democracy 3D" для останньої групи.
27 липня 2015 року Ашба оголосив, що залишає групу, посилаючись на свої зобов'язання перед сім'єю та іншою групою. У заяві говориться: «Я досяг точки свого життя, коли я відчуваю, що настав час присвятити себе моїй групі Sixx:A.M., моїй коханій дружині та сім’ї, а також багатьом новим пригодам, які мене чекають у майбутньому».
З гуртом Sixx:A.M., після остаточного виходу з Guns N' Roses, Ашба був учасником створення двох альбомів у 2016 році "Prayers for the Damned" та "Prayers for the Blessed", перед тим, як відправитися у світове турне. Після туру група оголосила перерву, підтверджену Ашбою та Джеймсом Майклом у лютому 2018 року .

### Повернення до сольної роботи та возз’єднання Sixx:A.M. (2017 – тепер)
У лютому 2018 року Ашба та Джеймс Майкл оголосили про спільний проект під назвою Pyromantic, зосереджений на змішуванні року з поп та танцювальними впливами. Наступного року Майкл вийшов з проекту.
У 2019 році Sixx:A.M. возз'єдналися, щоб записати і випустити благодійний сингл "Talk to Me", а також оголосили про майбутній вихід ще кількох треків, записаних для альбому найкращих хітів.
До 2020 року проект "Pyromantic" еволюціонував у воскресіння імені ASHBA, тепер уже сольний проект, з випуском синглів"Hypnotic", "Let's Dance", and "A Christmas Storm". У наступному році він випустив кавер-сингл "Bella Ciao"
У 2021 році гурт Sixx:A.M. випустив альбом "Greatest Hits", який містив три нові пісні. Згодом Джеймс Майкл сказав, що це був «хороший спосіб завершити роботу Sixx:A.M.», але не виключав майбутніх зустрічей.

### Інші роботи
Дарен Ашба володіє двома корпораціями, "Ashba Media, Inc." (скорочено AMI) та "Ashbaland Inc." У 2003 році заснував компанію Ashba Media, Inc. Це креативне агентство було оголошено рекордним агентством Virgin Entertainment. AMI розробляє зовнішній вигляд і атмосферу кожного магазину Virgin Megastore. У них також є інші клієнти, такі як Ovation guitars, Royal Underground і багато інших. Ашба взяв участь у записі альбому Mötley Crüe "Saints of Los Angeles" 2008 року, написавши всі треки, за винятком "This Ain't a Love Song". Того ж року головний трек «Saints of Los Angeles» був номінований на «Греммі».

## Обладнання
Гітари: Гітари Schecter Guitars з власною фірмовою електрикою та акустикою, гітарні підсилювачі Ernie Ball Music Man Axis Amps: Голови Mesa Boogie Dual Rectifier 100W, чотири кабінети Line 6 4x12 з прямим фронтом, навантажені вінтажними кабінетами celestion 30-х років, Line 6 Spider Valve 412Vs 240W 4X12 Guitar Speaker Cabinet Straight, два модифікованих підсилювача Line 6 POD pro, педалі для гітарних кабінетів Line 6 Vetta HD і Vetta HD II Heads Pedals: Morley Dj Ashba Skeleton Wah Pedal, педаль гітарних ефектів Digitech Whammy Pitch-Shifting, міді-контролер GCX Ground Control PRO, моно педаль гучності Ernie Ball 6166,
З 2016 року тепер використовує свою фірмову модель Schecter DJ Ashba від Schecter USA Custom Shop.

## Особисте життя
Улюблений напій DJ Ашби - Єгермейстер. Ашба одружився з Наталією Хенао 23 вересня 2013 року після року стосунків. Йому було 40, а їй 21 рік.
У 2013 році троє поліцейських Лас-Вегаса взяли Ашбу і його подругу Наталю Хенао на прогулянку на поліцейському вертольоті, яка закінчилася тим, що Ашба зробив Хенао пропозицію руки і серця. Троє причетних поліцейських були покарані департаментом за неналежне і несанкціоноване використання поліцейського транспортного засобу. Один офіцер вийшов на пенсію в очікуванні пониження в посаді, один був переведений, а пілоту заборонили літати для департаменту поліції метрополітену.

## Дискографія

### Соло
- Пристрасть до тертя (1996)
- Songs For The Demented Mind (2012)

### У складі гурту "Beautiful Creatures"
- Beautiful Creatures (2001)

### У складі гурту Guns N' Roses
- Appetite for Democracy 3D (2014)

### У складі гурту Sixx:A.M.
- The Heroin Diaries Soundtrack (2007)
- Live Is Beautiful (2008)
- This Is Gonna Hurt (2011)
- 7 (2011)
- Modern Vintage (2014)
- Prayers for the Damned (2016)
- Prayers for the Blessed (2016)

### Виробництво, написання пісень і гостьові титри
| Рік  | Назва альбому                                           | Гурт                | Запис                              | Кредити                                                        |
| ---- | ------------------------------------------------------- | ------------------- | ---------------------------------- | -------------------------------------------------------------- |
| 2002 | I'd Start a Revolution If I Could Get Up in the Morning | Aimee Allen         | Elektra Unreleased                 | Guitars on "Revolution"                                        |
| 2003 | Welcome To Blue Island                                  | Enuff Z'Nuff        | Perris Records                     | Guitars on "87 Days"                                           |
| 2003 | Outlaw Volleyball                                       | Original Soundtrack | Sumthing Distribution              | Composer, Primary Artist on "Feel This" and "Who Am I"         |
| 2005 | Heads Will Roll EP                                      | Marion Raven        | Eleven Seven                       | Co-writer "Spit You Out"                                       |
| 2007 | Set Me Free                                             | Marion Raven        | Eleven Seven/Warner Bros.          | Co-writer "Set Me Free" and "Thank You For Loving Me"          |
| 2007 | Full Circle                                             | Drowning Pool       | Eleven Seven                       | Co-producer on "Reason I'm Alive"                              |
| 2007 | The Heroin Diaries Soundtrack                           | Sixx:A.M.           | Eleven Seven                       | Co-writer and producer                                         |
| 2007 | Saints of Los Angeles                                   | Mötley Crüe         | Eleven Seven/Universal Music Group | Co-writer on all tracks except "This Ain't a Love Song"        |
| 2009 | A Cherry Cherry Christmas                               | Neil Diamond        | American, Columbia                 | Writer on "Meditations on a Winter (instrumental)"             |
| 2009 | Whatever Gets You Off                                   | The Last Vegas      | Eleven Seven                       | Co-producer                                                    |
| 2011 | This Is Gonna Hurt                                      | Sixx:A.M.           | Eleven Seven                       | Co-writer and producer                                         |
| 2011 | Memories of a Beautiful Disaster                        | James Durbin        | Wind-Up Records                    | Co-writer "Crawling Home"                                      |
| 2014 | Modern Vintage                                          | Sixx:A.M.           | Eleven Seven Music                 | Lead Guitar, Backing Vocals                                    |
| 2016 | Prayers for the Damned                                  | Sixx:A.M.           | Eleven Seven Music                 | Lead Guitar, Composer, Backing Vocals                          |
| 2016 | Prayers for the Blessed                                 | Sixx:A.M.           | Eleven Seven Music                 | Lead Guitar, Composer, Backing Vocals                          |
| 2021 | The Body Remembers                                      | Debbie Gibson       | StarGirl Records                   | Guitars on "Legendary", "Freedom", and "What Are We Gonna Do?" |

## Зовнішні посилання
- Офіційний сайт
- Sixx:A.M. official website
- Talk live to Daren @ Stickam.com
- Guns N' Roses.com
- Forum fans club French